# Stephen Greenhalgh
Stephen John Greenhalgh (né le 4 septembre 1967) est un homme d'affaires et homme politique britannique et est le deuxième adjoint au maire pour la police à Londres. Il est membre du Parti conservateur.
En avril 2020, il est créé baron Greenhalgh de Fulham dans l'arrondissement londonien de Hammersmith et Fulham.

## Jeunesse
Greenhalgh est né à Watford, passant la majeure partie de son enfance à Londres . Sa mère est expulsée de la Tchécoslovaquie  et son père est chirurgien . Il fréquente l'école St Paul, où il est Senior Foundation Scholar. En 1985, il étudie l'histoire et le droit au Trinity College de Cambridge, où il est boursier. Là, il participe à l'équipe d'aviron et de rugby, et en 1988, il est président de la Cambridge Union Society. Il est diplômé en 1989 et travaille comme chef de marque pour Procter & Gamble jusqu'en 1994. Cette année-là, il devient consultant en gestion chez PricewaterhouseCoopers. En 1999, sans formation médicale, il devient directeur général de BIBA Medical, une entreprise qu'il crée avec l'aide de son père, le professeur Roger Greenhalgh, qui est à l'époque doyen de Charing Cross et de la Westminster Medical School .

## Carrière politique
Greenhalgh commence sa carrière politique dans la politique locale de l'arrondissement londonien de Hammersmith et Fulham, comme candidat à l'élection en 1994 dans Sands End, à Fulham mais n'est pas élu . Lors d'une élection partielle en 1996, il est élu au conseil d'arrondissement de Hammersmith et Fulham London  à un moment où les conservateurs sont dans l'opposition au conseil. Deux ans plus tard, il est le porte-parole des conservateurs sur les services sociaux. Puis, en 1999, il est le chef adjoint du groupe conservateur, et en 2003 le chef du groupe, et en 2006 le chef du Conseil . Aux élections de 2010, les conservateurs sous Greenhalgh perdent deux sièges au Conseil mais conservent une large majorité . Au cours de son mandat au Conseil, Greenhalgh est devenu célèbre pour sa réduction des coûts, pour laquelle il reçoit à la fois des éloges et des critiques ,.
En 2008, Greenhalgh est nommé par Eric Pickles, alors secrétaire d'État fantôme pour les communautés et le gouvernement local, pour diriger la nouvelle unité d'innovation des conseils conservateurs pour formuler une nouvelle politique de gouvernement local, et il est également nommé par le nouveau maire de Londres, Boris Johnson, pour superviser un audit financier de la Greater London Authority .
En 2012, conformément à l'article 3 de la loi de 2011 sur la réforme de la police et la responsabilité sociale, l'Autorité de police métropolitaine est abolie et remplacée par le bureau du maire chargé de la police et de la criminalité. Le 6 juin 2012  Greenhalgh est nommé, par Boris Johnson, à la tête du MOPAC, en tant que deuxième adjoint au maire pour la police et la criminalité. Greenhalgh démissionne alors de ses fonctions de chef du conseil et de conseiller .
En décembre 2014, Greenhalgh est le troisième candidat déclaré à l'investiture du Parti conservateur lors de l'élection du maire de Londres en 2016.
Le 18 mars 2020, il est nommé ministre d'État non rémunéré conjointement au ministère du Logement, des Communautés et des Collectivités locales et au ministère de l'Intérieur . Le 16 avril 2020, il est créé baron Greenhalgh de Fulham dans le quartier londonien de Hammersmith et Fulham.

## Vie privée
Greenhalgh est marié, père de trois enfants et vit à Fulham . Depuis 2006, il est administrateur de la Carmelia Botnar Arterial Research Foundation et depuis 2012 gouverneur de la Hurlingham &amp; Chelsea School .